# Mastacides
Mastacides is een geslacht van rechtvleugeligen uit de familie Mastacideidae. De wetenschappelijke naam van dit geslacht is voor het eerst geldig gepubliceerd in 1899 door Ignacio Bolívar.

## Soorten
Het geslacht Mastacides omvat de volgende soorten:
- Mastacides crassipes Bolívar, 1930
- Mastacides fletcheri Bolívar, 1930
- Mastacides gracilipes Bolívar, 1930
- Mastacides nilgirisicus Bolívar, 1914
- Mastacides pterolepis Bolívar, 1899
- Mastacides pupaeformis Bolívar, 1899
- Mastacides stuartensis Bolívar, 1930